# Kreisgericht Quedlinburg (Preußen)
Das Kreisgericht Quedlinburg war ein preußisches Kreisgericht in der damaligen preußischen Provinz Sachsen mit Sitz in Quedlinburg.

## Geschichte
Im Jahre 1849 wurden in Preußen einheitlich Kreisgerichte geschaffen. Hierbei wurde die Patrimonialgerichtsbarkeit abgeschafft und die Patrimonialgerichte aufgehoben. Diese und die staatlichen Gerichte wurden aufgehoben und es entstand das Königliche Kreisgericht Quedlinburg. Es umfasste den Kreis Aschersleben und einen Teil des Mansfelder Gebirgskreises. Zuständiges Appellationsgericht war das Appellationsgericht Halberstadt. Eine Gerichtsdeputation, also Zweigstelle des Gerichtes, wurde in Aschersleben, eine Gerichtskommission in Ermsleben eingerichtet. Am Gericht waren 1870 ein Direktor und 13 Kreisrichter eingesetzt. Die Zahl der Gerichtseingesessenen betrug 71.145. Gerichtstage wurden in Cochstedt abgehalten. Schwurgerichtssachen des Kreisgerichtes wurde nicht hier, sondern beim Kreisgericht Halberstadt verhandelt.
Im Rahmen der Reichsjustizgesetze wurde das Gerichtswesen in Deutschland 1879 vereinheitlicht. Damit wurden das Kreisgericht Quedlinburg aufgehoben und das königlich preußische Amtsgericht Quedlinburg mit Wirkung zum 1. Oktober 1879 als eines von acht Amtsgerichten im Bezirk des Landgerichtes Halberstadt als Nachfolger gebildet. Auch die Gerichtsdeputation/kommission wurden 1879 in Amtsgerichte umgewandelt (Amtsgericht Aschersleben und Amtsgericht Ermsleben).

## Gerichtssprengel
Dem Kreisgericht Quedlinburg waren folgende Gemeinden zugeordnet: die Stadt Quedlinburg und die Dörfer Ditfurt, Friedrichsaue, Friedrichsbrunn, Gatersleben, Hausneindorf, Hedersleben, Nachterstedt, Neinstedt, Schadeleben, Stecklenberg, Suderode, Thale, Warnstedt, Weddersleben, Wedderstedt und Westerhausen.

## Gerichtsdeputation Aschersleben
Der Sprengel der Gerichtsdeputation Aschersleben umfasse die Städte Aschersleben und Cochstedt und die Dörfer Börnecke, Groß Schierstedt, Königsaue, Schneidlingen, Westorf, Wilsleben, Winningen, Neuplatendorf, Endorf und Wilsleben.

## Gerichtskommission Ermsleben
Der Sprengel der Gerichtsdeputation Ermsleben umfasse die Stadt Ermsleben und die Dörfer Siersleben, Dankerode, Meisdorf, Molmerswende, Pansfelde und Wieserode.